# Джо Сміт (молодший)
Джо Сміт-молодший (англ. Joe Smith Jr.; нар. 20 вересня 1989, Лонг-Айленд, Нью-Йорк, штат Нью-Йорк, США) — американський боксер-професіонал, який виступає в напівтяжкій, і в першій тяжкій вагових категоріях. Серед професіоналів колишній чемпіон світу по версії WBO (2021—2022), чемпіон по версіях WBO NABO (2020—н. в.) і WBC International (2016—2017) в напівтяжкій вазі.